# Ácido 6-fosfoglucónico
El ácido 6-fosfoglucónico (cuyo anión se denomina 6-fosfogluconato o 6-P-gluconato) es un intermediario de la ruta de las pentosas fosfato y de la ruta de Entner-Doudoroff. Su síntesis es catalizada por la enzima 6-fosfogluconolactonasa a partir de 6-fosfogluconolactona, y su hidrólisis por la enzima fosfogluconato deshidrogenasa, que tras la reacción produce ribulosa-5-fosfato. También puede ser hidrolizada por la enzima 6-fosfogluconato deshidratasa, en cuyo caso produce 2-ceto-3-desoxi-6-fosfogluconato.